# 嵯峨美術大学
嵯峨美術大学（さがびじゅつだいがく、英語: Kyoto Saga University of Arts）は、京都市右京区嵯峨五島町1に本部を置く日本の私立大学。1971年創立、2001年大学設置。大学の略称は嵯峨美。

## 概要
1971年より嵯峨美術短期大学を運営していた学校法人大覚寺学園により、京都嵯峨芸術大学として2001年に開学した。
大覚寺が始祖として仰ぐ嵯峨天皇ならびに宗祖、空海の思想と実践に学び、その精神を現代に生かすべく、芸術教育を通じての「伝統と革新の融合」を理念として掲げている。大覚寺は華道の一派である嵯峨御流発祥の地であり、美術とは深い関係にある寺院である。
2017年4月、名称を嵯峨美術大学に変更。

### 周辺環境
大学が立地する京都の嵯峨・嵐山の地域は、平安時代から連綿と続く文化を背景にした観光地として知られ、天龍寺、大覚寺、苔寺、松尾大社などの有名神社仏閣やその歴史遺産が数多く残っている。また国内外から多くの観光客の賑わいにありながら、愛宕山、保津峡、清滝、水尾など、町中の喧噪から離れた自然も拡がっている。大学に最も近い神社仏閣は芸術・芸能関係者からよく知られる車折神社で、大学から南に足を伸ばせば桂離宮、東には広隆寺、仁和寺、龍安寺などの世界遺産も近く、文化遺産に囲まれた好立地にある。

## 沿革
- 2000年 設置認可

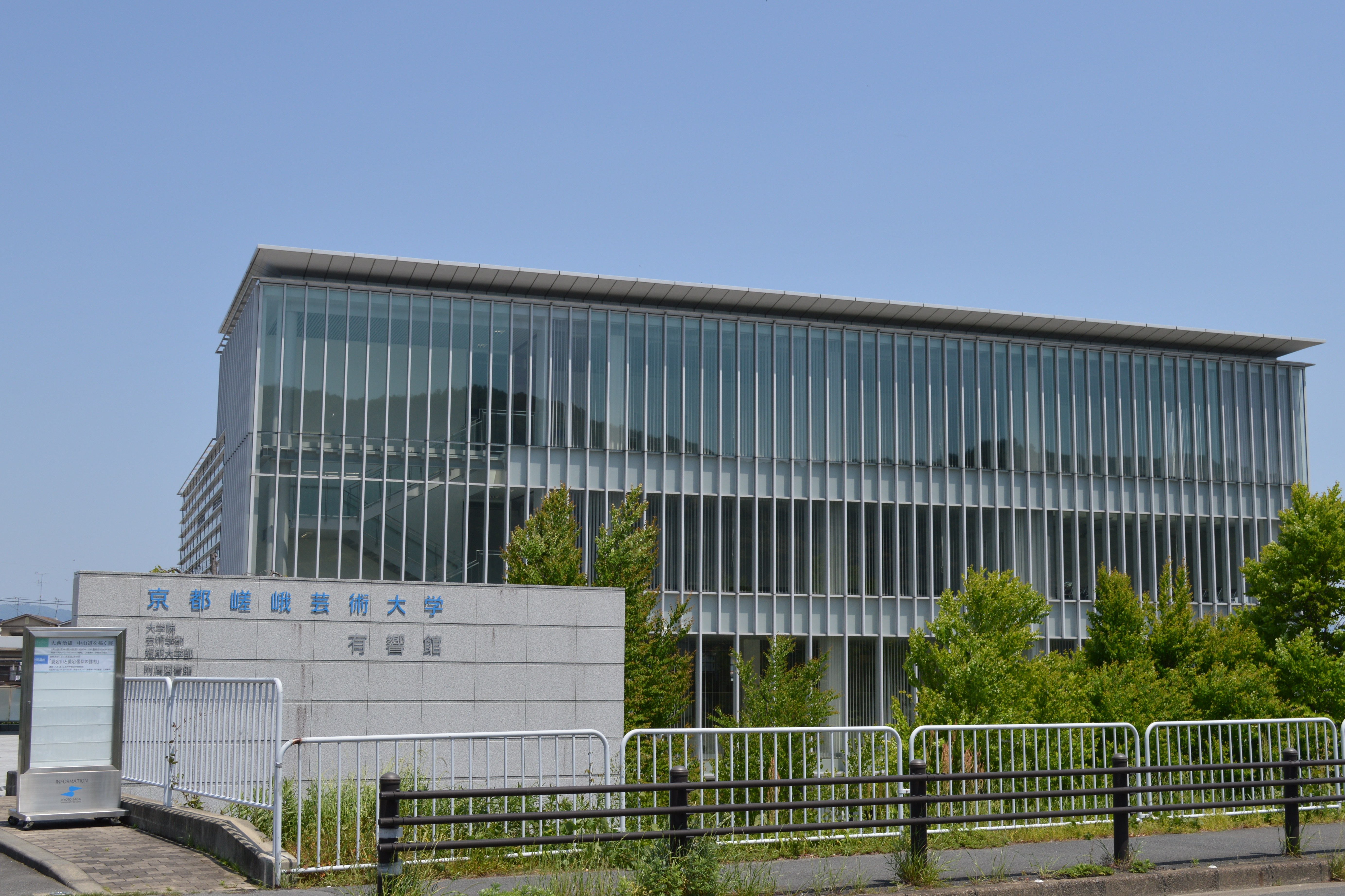
罧原キャンパス有響館

- 2001年 京都嵯峨芸術大学開学（芸術学部造形学科、観光デザイン学科）。当初の入学定員は125名。京都嵯峨芸術大学開学に伴い、事実上の前身校である嵯峨美術短期大学の名称を京都嵯峨芸術大学短期大学部に変更。京都嵯峨芸術大学附属博物館開館。
- 2004年 罧原（ふしはら）キャンパスが開設され、本部キャンパスとの2キャンパスとなる。京都嵯峨芸術大学大学院の設置認可。
- 2005年 京都嵯峨芸術大学大学院開設（芸術研究科芸術専攻修士課程）。大学院の入学定員8名。
- 2007年 芸術学部にメディアデザイン学科新設。大学の総入学定員175名。
- 2011年 観光デザイン学科、メディアデザイン学科を統合しデザイン学科を開設。大学の総入学定員180名。
- 2015年 充足率を改善するため、大学の総入学定員を180名から120名に変更。
- 2017年 嵯峨美術大学に改称。

## 学部
- 芸術学部
  - 造形学科（2019年度 募集領域）
    - 日本画・古画領域
    - 油画・版画領域
    - 複合領域（彫刻・陶芸・映像（動画）・メディアアート）

  - 造形学科（2018年度以前の領域）
    - 日本画分野
    - 油画分野
    - 版画分野
    - 彫刻分野
    - 工芸分野（染織）
    - メディアアート分野

  - デザイン学科
    - グラフィックデザイン領域
    - 観光デザイン領域
    - イラストレーション領域
    - キャラクターデザイン領域
    - 生活プロダクト領域
    - 染織・テキスタイル領域

## 大学院
- 芸術研究科（修士課程）
  - 芸術専攻
    - 造形絵画分野（日本画・油画）
    - 造形複合分野（版画・彫刻・工芸・メディアアート）
    - デザイン分野（メディアデザイン・観光デザイン）

## 教育研究機関・施設
- 嵯峨美術大学附属芸術文化研究所
- 嵯峨美術大学附属芸術センター
- 嵯峨美術大学附属ギャラリー アートスペース嵯峨
- 嵯峨美術大学付属博物館
- 嵯峨美術大学附属図書館

## 主な教員・元教員
- 佐和隆研　元学長。京都市立芸術大学名誉教授。密教美術・仏像研究
- 小川正隆　元学長。美術評論家、富山県立近代美術館初代館長
- 中野玄三　元学長。仏教美術研究
- 三好郁朗　元学長。京都大学名誉教授（元京都大学副学長）、フランス文学者
- ジョー・プライス　客員教授。若冲と江戸絵画のコレクター
- 藤川桂介　客員教授。特撮物などの脚本家
- 外尾悦郎　客員教授。スペイン・バルセロナのサグラダ・ファミリア主任彫刻家
- 東儀秀樹　元客員教授。雅楽演奏家
- 吉原英雄　元客員教授。京都市立芸術大学名誉教授、版画家
- 奥村厚一　元教授。京都市立芸術大学名誉教授、日本画家
- 木村秀樹　元教授。京都市立芸術大学教授、版画家
- 佐々木正子　現学長、教授。日本美術史家

## 著名な卒業生
- 永島千裕 - 現代美術家
- 山崎亮志 - カーデザイナー
- TeN - 歌手。A Hundred Birdsのボーカル
- いがわゆり蚊 - ピン芸人
- 宇治茶 - 映画監督・イラストレーター
- UA

## 公開講座
- 生涯学習講座：一般者を対象にした文化講座（ものづくり講座、文化講座、子供講座）
- 京の美意識：京都の伝統文化と風俗に関する連続公開講座

## 交通アクセス
- JR嵯峨野線嵯峨嵐山駅下車、徒歩15分
- 阪急嵐山線松尾大社駅下車、徒歩15分（スクールバス運行）
- 嵐電嵐山線車折神社駅下車、徒歩5分
- 京都バス・市バス：車折神社徒歩3分